# Lophospiza
Genre
Lophospiza est un genre d'oiseaux de la famille des Accipitridae.

## Liste des espèces
Selon la classification de référence du Congrès ornithologique international (14.2, 2024) il comporte deux espèces :
- L. trivirgata (Temminck, 1824) – Autour huppé
- L. griseiceps (Kaup, 1848) – Autour des Célèbes